# Browning 1910
FN Model 1910 је полуатоматски пиштољ са дејством на принципу кратког трзања затварача са сакривеним ударачем и повратном опругом смештеном око цеви, америчког конструктора Џона Браунинга који је производила фирма Fabrique Nationale de Herstal из Белгије.

## Развој
За Џона Браунинга, овај пиштољ је представљао узгредан посао. Десетине модела његовог разног оружја су се већ производиле како у фабрици FN у Белгији, тако и у фабрици Колт (Colt Firearms) у Сједињеним Државама. Како у „Колту“ нису били заинтересовани за производњу овог модела, Браунинг је одлучио да га патентира и производи само у Европи.
Представљен 1910, овај пиштољ је унео значајну иновацију – повратну опругу смештену око цеви. Ова конструкција је постала стандардна код многих будућих модела међу којима су Walther PPK и руски Макаров ПМ. Оружје је одликовао стандардни Браунингов троструки систем обезбеђења, у Европи познат као „triple surete“, са посредном, непосредном и механичком кочницом. Ово је у пракси значило да оружје не може да опали ако му је извађен оквир, ако рукохват није чврсто стегнут и ако се не откочи. Оружје је за то време било изузетно компактно. Било је доступно у калибрима 9 x 17 mm („кратка деветка“ или .380 ACP) са оквиром од шест метака и 7,65 x 17 (.32 ACP) са оквиром од седам метака. Модел је био у производњи све до 1983.

## Распрострањеност и примена
Овај пиштољ је због своје компактности и напредне конструкције, а посебно због изузетне безбедности, био природан избор за полицијске и жандармеријске снаге широм Европе. За само неколико година од почетка производње, па до избијања Првог светског рата, већ је био у наоружању полиција Белгије, Холандије и Данске, а након његовог завршетка, његова примена се проширила и на многе друге земље.

## Сарајевски атентат
Четири пиштоља марке Браунинг Модел 1910, калибра 9 х 17 мм, серијских бројева 19074, 19075, 19120 и 19126  је Милан Цигановић, службеник Српских државних железница, близак мајору Војиславу Танкосићу,  14/27. маја, у кафани „Жиров венац“, на тргу Зелени венац, предао Гаврилу Принципу, Недељку Чабриновићу и Трифку Грабежу.
Сва четири пиштоља су увезена 20. новембра/3. децембра 1913. из Белгије, преко фирме „Дусе-Београд“, чији је власник био Шарл Матје Дусе. Од Дусеа је Цигановић пиштоље купио или добио 13/26. маја 1914. године.  Дусе је иначе био један од првих добављача овог модела пиштоља. У фабрици у Белгији је серијска производња у калибру 7,65 х 17 mm започела у другој половини 1912, а Дусе га је продавао од новембра 1912. Калибар 9 х 17 mm је почео да се производи крајем 1912. године. Осим што се бавио увозом и продајом оружја, Дусе је радио као учитељ борења на Нижој школи Војне академије.
Пиштољ са серијским бројем 19075 је одузет од Гаврила Принципа на Видовдан 28. јуна 1914. године, на лицу места, након што је извршио атентат на аустроугарског надвојводу Франца Фердинанда, док су остали пиштољи пронађени током истраге: пиштољ Трифка Грабежа 4. јула под кровом пољског тоалета у кафани Гавре Црногочевића, пиштољ Васе Чубриловића 5. јула у грмљу у парку код владине зграде „Мусала“, а пиштољ Цвјетка Поповића 9. јула, у подруму куће Просветног савета у улици Ћумурија.
Полиција је уредно записала серијске бројеве пронађеног оружја, али током читавог процеса истражни органи нису покушали да открију њихово порекло, већ су се по тој теми задовољили изјавама оптужених.
Након завршеног Сарајевског процеса, сва четири пиштоља су била изложена у холу зграде Земаљске владе (Мусале) у Сарајеву, заједно са другим предметима везаним за атентат. Након затварања изложбе, већина предмета је предата Војно-историјском музеју у Бечу, између осталих, наводно су предата и три пиштоља, док је пиштољ који је користио Гаврило Принцип задржао исусовац Антон Пунтигам, под изговором да ће отворити музеј посвећен Францу Фердинанду, што на крају ипак није учинио. Пунтигам се представљао као велики пријатељ престолонаследникове породице. Био је присутан током читавог Сарајевског процеса и чак покушао да утиче на његов ток. Након Пунтигамове смрти, 1926. године, пиштољи су по свему судећи остали заборављени у депоу седишта језуитског реда у Бечу, уместо у музеју.
Јуна 2004. је објављена сензационалистичка вест да је поводом обележавања деведесетогодишњице атентата и почетка Великог рата, отац Томас Нојлингер, архивар из седишта језуитског реда у Бечу свечано уручио директору бечког Војноисторијског музеја у Бечу, три пиштоља, наглашавајући да је онај са бројем „19074 припадао Гаврилу Принципу“, заједно са кошуљом Франца Фердинанда и букетом који је украшавао појас Софије Хотек. У музеју су се до тада већ налазили изложени лажни пиштољи, представљени као оригинални. Ради се о примерцима истог модела, али касније године производње (1929).
Разлог уступања тако важних предмета приватном лицу остао је несхватљив, поготово имајући у виду наведену намену њиховог задржавања, с обзиром да су поставке о Францу Фердинанду већ постојале.
Пиштољ са серијским бројем 19075, из ког је пуцано на Софију Хотек и Франца Фердинанда, до сада није пронађен.

## Варијанте
Након Првог светског рата, Министарство Војске и морнарице Краљевине Срба, Хрвата и Словенаца је расписало међународни конкурс за набавку новог пиштоља. Фабрика FN је победила на конкурсу са моделом 1910, али је наручилац захтевао да се пиштољу продужи цев због веће прецизности и да се капацитет оквира повећа за два метка. Овако измењени модел 1910 носи ознаку 1910/22, и мада се заснива на истој конструкцији, многи стручњаци га због опсежних преправки сматрају другим моделом оружја.